# Niveau d'équilibre convectif
Pour les articles homonymes, voir Équilibre.

Diagramme thermodynamique qui montre le chemin de la parcelle d'air convective par rapport à l'environnement. La surface positive représente l'énergie potentielle de convection disponible acquise sous le niveau d'équilibre et l'aire au-dessus de celui-ci est le freinage convectif.

Le niveau d'équilibre convectif est en météorologie l'altitude à laquelle la température d'une particule d'air en convection libre rejoint la température de l'air ambiant,. Elle constitue le niveau où la poussée d'Archimède devient nulle, après avoir exercé une accélération depuis le niveau de convection libre. Il correspond au niveau où la parcelle d'air atteint sa vitesse maximale. Au-dessus de ce point, la température de cette dernière devient plus froide que l'environnement et elle ralentit. Le niveau d'équilibre réel est le plus souvent inférieur au niveau théorique dû à la friction et au mélange de l'air de l'environnement sur la particule en ascension.

## Principe
La formation des nuages convectifs, comme les cumulus, est due à la présence d’une masse d’air humide et instable. Lorsque la température de surface augmente ou qu’un déclencheur soulève une partie de la basse troposphère, la température de la particule d’air affectée deviendra plus chaude que l’environnement. Elle sera alors moins dense et continuera son mouvement vertical selon la poussée d’Archimède. La vapeur d'eau se condensera si la saturation est atteinte. C'est ce qui forme un nuage convectif.
Tant que la particule, même après condensation d’une partie de sa vapeur d’eau, reste plus chaude que l’environnement, le courant ascendant demeure en accélération et acquiert l'énergie potentielle de convection disponible (EPCD). Lorsqu'elle atteint une altitude où la température ambiante est égale à la sienne, il n'y a plus de différence de densité et la poussée d’Archimède devient nulle. À ce point, la vitesse ascensionnelle est maximale. Par la suite, dans une atmosphère typique la particule continue la décroissance de température selon le taux adiabatique humide alors que celle de l’environnement diminue moins lentement ou reste stable. La particule est maintenant plus froide que l’environnement et la poussée change de direction vers le bas, ce qui ralentit la montée (EPCD négative). Ce processus est similaire à un système masse-ressort qui oscille en dépassant son point d’équilibre.
Si l'air est très sec, il n'y a pas de condensation et donc pas de nuage, mais le même principe s'applique.

### Notions dérivées
- L’épaisseur de convection libre est la couche d'air ({\displaystyle \scriptstyle \Delta Z}) entre le niveau de convection libre zNCL et le niveau d'équilibre zNE, soit l’épaisseur où l'EPCD est positive :

- Le niveau maximum de convection est la hauteur au-dessus du niveau d'équilibre où l'EPCD négative devient égale à celle acquise dans la couche de convection libre.

## Application
Le niveau d'équilibre peut être appliqué autant en atmosphère sèche qu'humide. Dans le second cas, il est relié au sommet d'un nuage formé. En principe, les aires positives sous le niveau d'équilibre et négative au-dessus doivent s'égaler et le sommet se retrouverait lorsque leur somme est nulle (niveau maximum de convection). En pratique, il y a toujours un certain apport d'air ambiant dans le nuage, qui cause un mélange et diminue l'énergie potentielle de convection disponible. Cet entraînement atmosphérique diminue ainsi la hauteur du sommet qui, en général, n'est pas très éloigné du niveau d'équilibre théorique,,. 
Le niveau d'équilibre est applicable tant aux cumulus humilis, qu'aux nuages à extension verticale très importante, comme un cumulonimbus. Dans ce dernier cas, le niveau d'équilibre peut être à la tropopause, le courant-jet étale alors le sommet pour former une enclume mais à l'emplacement du fort courant ascendant, le nuage peut continuer à croître, tendant vers le niveau maximum de convection, en un dôme nuageux qui dépasse l'enclume ce qui s'appelle un sommet protubérant.
Si l'air est sec, le même principe s'applique et donne la hauteur de la colonne de turbulence. Cela s'applique par exemple, pour connaître la hauteur que peut atteindre un tourbillon de poussière.